# 楠美晩翠
楠美 晩翠（くすみ ばんすい）は、江戸時代後期の弘前藩士。

## 略歴
楠美太素の長男として誕生。
元治元年（1864年）、西洋兵学修行のため江戸登りを命ぜられる。明治元年（1868年）、京都留守居役を命ぜられる。父・太素と共に弘前藩における平曲伝承の中心人物であり、『平家音楽史』を著した館山漸之進の兄である。

## 系譜
- 父：楠美太素
- 母：不詳
- 室：不詳
  - 三男：楠美恩三郎（1868-1927） - 作曲家